# Verkamp's Visitor Center
Le Verkamp's Visitor Center est un office de tourisme américain situé à Grand Canyon Village, dans le comté de Coconino, en Arizona. Protégé au sein du parc national du Grand Canyon, il est installé dans un bâtiment ouvert en 1906 en tant que boutique de souvenirs, la Verkamp's Canyon Souvenir Shop. Ce bâtiment constitue une propriété contributrice au district historique de Grand Canyon Village depuis la création de ce district historique le 20 novembre 1975.